# Denkmal des polnischen Soldaten und deutschen Antifaschisten

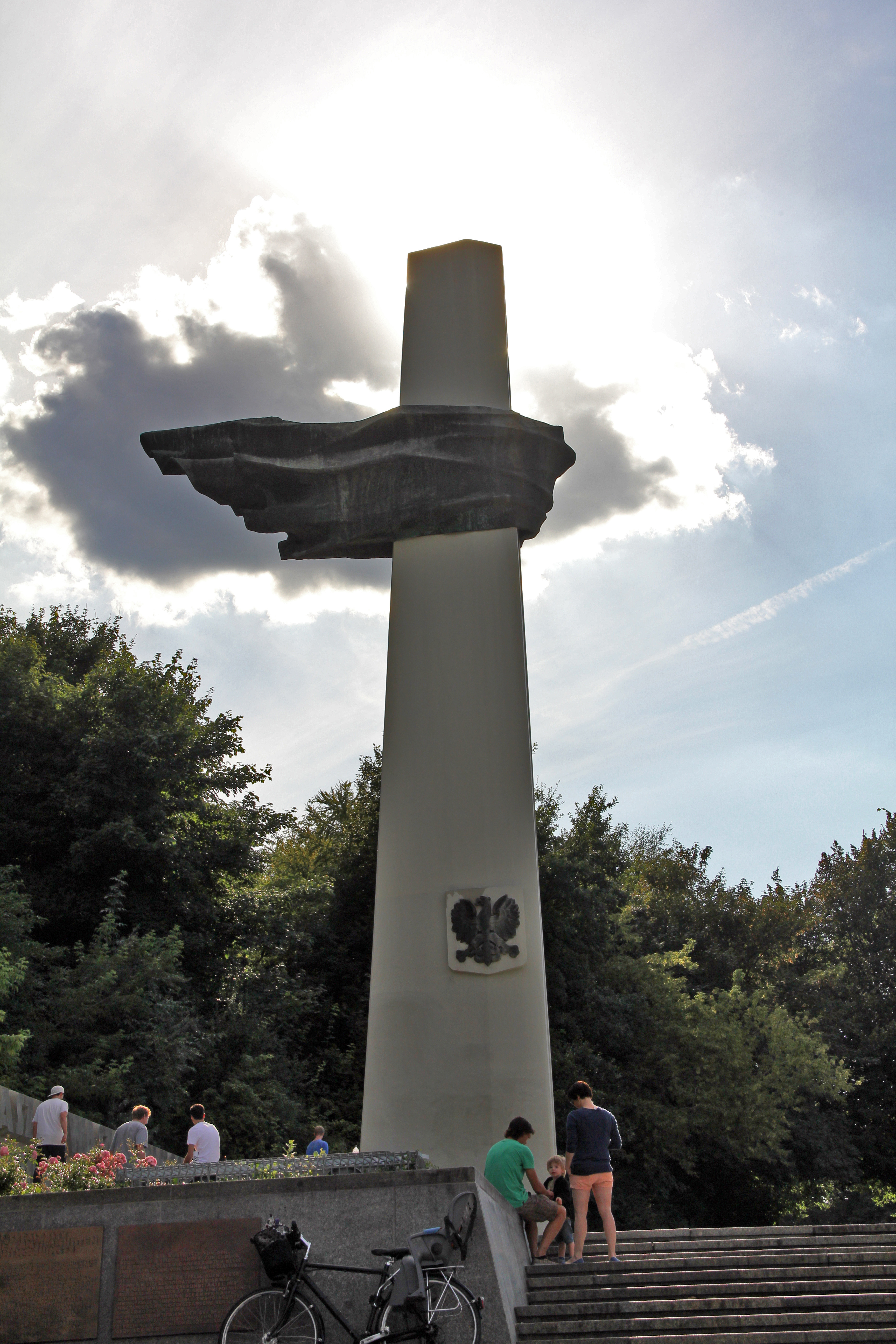
Denkmal des polnischen Soldaten und deutschen Antifaschisten

Das Denkmal des polnischen Soldaten und deutschen Antifaschisten (auch Denkmal des polnischen Soldaten und deutschen Antifaschisten im 2. Weltkrieg oder Denkmal des polnischen Soldaten und des deutschen Antifaschisten) ist ein Denkmal und eine Gedenkstätte im Volkspark Friedrichshain im Berliner Ortsteil Friedrichshain des Bezirks Friedrichshain-Kreuzberg. Die ursprüngliche Bezeichnung des Monuments lautete Denkmal für den gemeinsamen Kampf der polnischen Soldaten und der deutschen Antifaschisten.

## Beschreibung
Im Jahr 1965 schlug der Verband der Kämpfer für Freiheit und Demokratie für die DDR in Berlin vor, ein Denkmal für die im Zweiten Weltkrieg kämpfenden polnischen Soldaten zu errichten. Zwei Jahre später einigten sich die Regierungen der DDR und Polens, das Denkmal nicht nur den polnischen Soldaten, sondern auch den deutschen Antifaschisten zu widmen. Die polnische Regierung wollte, dass das Denkmal in Ost-Berlin vor dem Brandenburger Tor auf dem Pariser Platz steht. Die Verantwortlichen der DDR hatten den Standort im Volkspark Friedrichshain vorgesehen. Der Entwurf kam von Arnd Wittig und Günther Mertel aus der DDR sowie von Zofia Wołska und Tadeusz Łodziana aus Polen. Am 14. Mai 1972 weihte Erich Honecker das Denkmal im nördlichen Teil des Volksparks Friedrichshain ein. Die Ansprachen bei der Eröffnungsfeier hielten die Ministerpräsidenten beider Länder Willi Stoph und Piotr Jaroszewicz.

Briefmarke von 1972 aus der Reihe Internationale Mahn- und Gedenkstätten

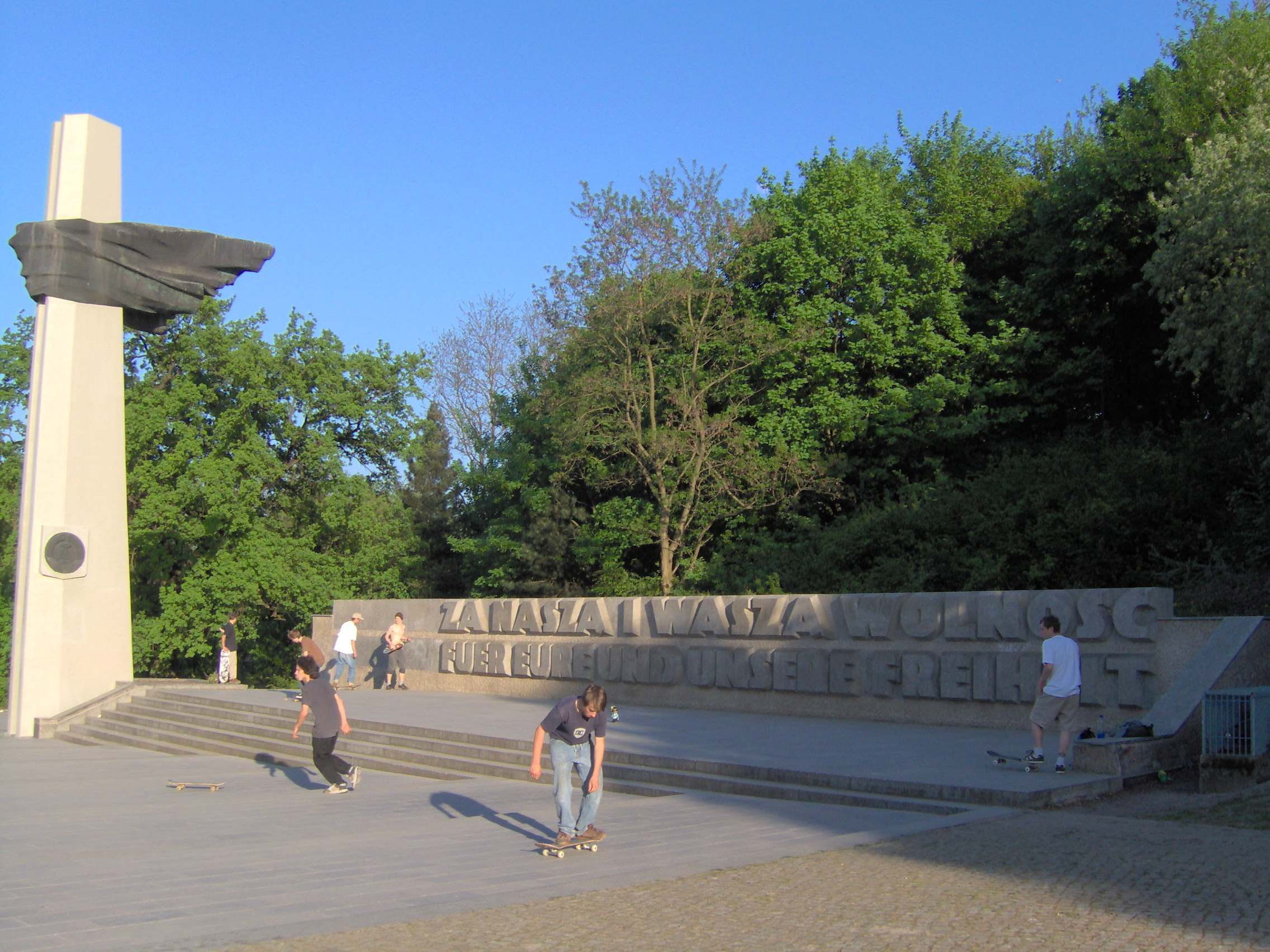
Denkmal mit der deutsch-polnischen Inschrift (Foto: 2006, links mit dem Wappen der DDR)

Die Denkmalanlage besteht aus einer hohen Betonsäule, die durch eine wehende Bronzefahne umschlungen wird, und einem Relief mit deutsch-polnischer Inschrift: Za naszą i waszą wolność – Für eure und unsere Freiheit. Im unteren Teil der Säule sind Reliefs mit den Staatswappen Polens und der DDR angebracht.
Auf dem abgeänderten nebenstehenden Relief sind ein Rotarmist, ein polnischer Soldat und ein deutscher Widerstandskämpfer im Schulterschluss dargestellt. Ganz unten an der Denkmalanlage ist eine Kupfertafel mit einem Text in drei Sprachen angebracht: polnisch, deutsch und russisch. Der deutsche Text lautet: Dieses Denkmal, errichtet von den Regierungen / der Volksrepublik Polen und der Deutschen / Demokratischen Republik am Jahrestag des / Sieges der Antihitlerkoalition über den / Faschismus, erinnert an den bewaffneten / Kampf der polnischen Volksarmee, die an der / Seite der Sowjetarmee einen ruhmvollen / Kampfweg von Lenino bis Berlin zurücklegte / und einen Beitrag für die Befreiung der / Völker Europas vom Faschismus leistete. / Er verewigt die Taten der deutschen Antifaschi- / sten, die bei der Verteidigung der höchsten / moralischen Werte ihres Volkes gemeinsam / mit den sowjetischen und polnischen Genossen / den Kampf gegen den hitlerfaschistischen / Terror führten und damit während der / faschistischen Diktatur die Vision der künftigen / sozialistischen Deutschen Demokratischen / Republik schufen. / Ehre ihrem Andenken!
Neben den dreisprachigen Kupfertafeln ergänzen seit dem 1. September 1995 zwei weitere Kupfertafeln links in Polnisch und rechts in Deutsch die alte Tafel. Der deutsche Text lautet: Dieses Denkmal wurde 1972 von den / Regierungen beider Länder zur Ehrung / der damals offiziell anerkannten Helden / im Kampf gegen den Nationalsozialismus / errichtet. / Heute wird an dieser Stelle auch derer / gedacht, die als Soldaten der Armee / des polnischen Untergrundstaates, der / alliierten Streitkräfte und der polnischen / Widerstandsbewegung gekämpft haben / und gefallen sind, die als Zwangsarbeiter, / Häftlinge und Kriegsgefangene verschleppt und ermordet wurden / sowie aller Antifaschisten des deutschen / Widerstandes, die ihr Leben für die / Befreiung vom Nationalsozialismus geopfert haben. / Berlin 1995